# Laifeng (Enshi)
Laifeng (chiń. upr. 来凤县; chiń. trad. 來鳳縣; pinyin Láifèng Xiàn) – powiat w południowo-zachodniej części prefektury autonomicznej Enshi w prowincji Hubei w Chińskiej Republice Ludowej. Liczba mieszkańców powiatu, w 2010 roku wynosiła 242870.